# Santa Elena (miasto w Ekwadorze)
Santa Elena – miasto w Ekwadorze, w prowincji Santa Elena. Według spisu ludności z 28 listopada 2010 roku miasto liczyło 39 681 mieszkańców. 